# Leptostylopsis terraecolor
Leptostylopsis terraecolor là một loài bọ cánh cứng trong họ Cerambycidae.